# アダムとイヴとサタンの対立
『アダムとイヴとサタンの対立』（アダムとイヴとサタンのたいりつ、Conflict of Adam and Eve with Satan）は、アラビア語の原文がゲエズ語に翻訳された状態で発見された、6世紀キリスト教の聖書正典外の文書。
教会の正典の一部を構成するものではない。

## 編集と翻訳
アウグスト・ディルマンによって、ゲエズ語からドイツ語に初めて翻訳された。その後、エルンスト・トランプのドイツ語版を通して、ソロモン・シーザー・マランによって初めて英語に翻訳された。マランによる翻訳文の前半は、『アダムとイヴの第1の書』と『アダムとイヴの第2の書』として『聖書の失われた書物とエデンの忘れられた書物』に収録されている。

## 内容
本書はアダムとイヴの子供にカイン、アベル、セトという息子の他に、ルルワとアクレミアという娘がいたと語っている。アダムとイヴの子供はこの5人だけであり、他の子供はいないとも語っている。カインはルルワと結婚し、セトはアクレミアと結婚して、その子孫が人類の起源となった。

## 文書の起源
シリアの文献『宝の洞窟』は、『アダムとイヴとサタンの対立』に記述された内容と同じ伝説が多く記述されている。